# الكويكب 296745
الكويكب  296745، التعين المؤقت له  الكويكب  2009TL46. وهو كويكب من كويكبات طروادة ينتمي إلى كويكبات معسكر الإغريق اكتشف في سنة 2009.
كباقي كويكبات معسكر الإغريق يقع مداره في النقطة L4 من نقاط لاغرانج وفق نظام الشمس - المشتري. يبلغ القدر المطلق لهذا الكويكب 13.4 ونصف المحور الرئيسي لمداره 5.246 وحدة فلكية. وقد تم رصده 6 مرة حتى شباط/فبراير 2013. الإشارة المرجعية له وفق الملحق الدوري لمدارات الكويكبات هي MPO220913‏